# Tall Hamu
Tall Hamu (arab. تل حمو) – wieś w Syrii, w muhafazie Aleppo, w dystrykcie Afrin. W 2004 roku liczyła 257 mieszkańców.